# Aconias spinitarsis
Aconias spinitarsis là một loài tò vò trong họ Ichneumonidae.